# Charalambos Apostolidis
 (mars 2013).
Charalambos Apostolidis est un professeur français de droit international public.

## Fonctions
Il est professeur de droit international public à la faculté de droit et de science politique de Dijon (université de Bourgogne) et membre du Centre d'étude et de recherche politiques. 
Il enseigne le droit international public, le droit international humanitaire, les droits de l'homme, les politiques internationales.

## Formation
Il a un doctorat en droit public et une agrégation de l'enseignement supérieur en droit public.

## Thématiques de recherches
Spécialiste de droit international, ses recherches portent sur de nombreux sujets : le droit international public, le droit international humanitaire, la protection des droits de l'homme, la théorie du droit, l'État, la violence internationale, le(s) droit(s) des peuples.

## Ouvrages
Il a publié :
- Annuaire français de droit international : Tables décennales 1995-2004 (en collab. avec Jacqueline Dutheil de la Rochère, François Alabrune, Pierre d'Argent et al.), CNRS éditions, 2006, 260 p ;
- Les Arrêts de la Cour internationale de justice (dir.), Éditions universitaires de Dijon, 2005, 208 p ;
- L'humanité face à la mondialisation : droit des peuples et environnement, (en codirection avec Gérard Fritz et Jean-Claude Fritz), Paris, L'Harmattan, 1997, 228 p ;
- Doctrines juridiques et droit international, Eyrolles, 1991.

## Articles
Il a fait paraître : 
- la résolution 2625 du 24 octobre 1970 de l'Assemblée générale des Nations unies et le droit de résistance à l'oppression, communication pour le colloque de Dijon des 12 et 13 décembre 2002 « Le droit de résistance à l'oppression », à paraître aux éditions du Seuil 2005 ;
- « Nous, peuples des Nations Unies... : L'utopie dans le droit international ? » in Utopies - Entre droit et politique. Études en hommage à Claude Courvoisier, Éditions universitaires de Dijon, 2005, pp. 245-258 ;
- « Quelques réflexions sur les fondements politiques du droit à la vie », in Perspectives du droit public. Mélanges offerts à Jean-Claude HELIN, Paris, Litec, 2004, p. 13 et s. ;
- « Quelques réflexions rétrospectives sur le droit de résistance à l'oppression à la lumière de la résolution 2625 de l'Assemblée générale des Nations unies », Revue de la recherche juridique - Droit prospectif, 2004-1, pp. 377-392 ;
- Lire l'arrêt de la Cour de cassation du 17 novembre 2000 (affaire Perruche), Revue de la recherche juridique - droit prospectif, 2001, n°4, p. 2047 et s ;
- « Les arrêts de la CIJ du 27 février 1998 : remarques sur la construction juridique de l'événement », Revue de la recherche juridique - droit prospectif, 1999-4 p. 1237 et s ;
- « L'affaire Walter Lagrand devant la CIJ », Revue trimestrielle des droits de l'homme, 1999, n°39, p. 525 et s ;
- « L'affaire de l'île de Kasikili/Sedudu (Botswana/Namibie) : l'arrêt de la CIJ du 13 décembre 1999 », Annuaire français de droit international, 1999, p. 434 et s.